# Protoglossus graveolens
Protoglossus graveolens är en djurart som tillhör fylumet svalgsträngsdjur, och som beskrevs av Giray och King 1996. Protoglossus graveolens ingår i släktet Protoglossus och familjen Harrimaniidae. Inga underarter finns listade i Catalogue of Life.